# Diferencia y repetición
Diferencia y repetición (en su francés original: Différence et Répétition) es un libro publicado en 1968 por el filósofo francés Gilles Deleuze. Esta obra, dirigida por Maurice de Gandillac, fue su tesis principal para obtener su doctorado en letras. Su tesis secundaria, Spinoza y el problema de la expresión, la dirigió, por su parte, Ferdinand Alquié, y fue publicada en francés junto con la primera.
Después de escribir una serie de trabajos sobre personajes en la historia de la filosofía (Hume, Bergson, Nietzsche, Kant y Spinoza), Deleuze emprende un proyecto ambicioso: construir una metafísica de la diferencia. Diferencia y repetición hace una crítica de la subordinación de la diferencia a la identidad, en la que Deleuze desarrolla los conceptos de diferencia en sí misma y repetición para sí misma, ambos anteriores a la identidad.
Este trabajo está influido por pensadores metafísicos como Spinoza, Leibniz y Bergson. Deleuze se apropia de sus sistemas de pensamiento respectivos y los lleva a su límite «diferencial», privándolos de Dios, el Mundo y el Ser, puntos terminales de la metafísica tradicional que subordinan la diferencia a la identidad. También está influido por el estructuralismo, pues en lugar de establecer un conjunto finito de condiciones necesarias y suficientes para juzgar si algo pertenece a una categoría, intenta establecer las condiciones para la transformación creativa de las categorías.

## Estructura de la obra
Diferencia y repetición consta de un prefacio, una introducción, cinco capítulos, y una conclusión.

### Prefacio
En el prefacio, Deleuze relaciona su trabajo con otros textos. Describe su motivación filosófica como «un anti-hegelianismo generalizado» (p.15) y anota que la diferencia y la repetición pueden ser sustitutos conceptuales de la identidad y la negación en Hegel. La importancia de este cambio terminológico es que la diferencia y la repetición son fuerzas positivas con efectos impredecibles. Deleuze sugiere, a diferencia de Hegel, que está creando conceptos a partir de una lógica creativa que resiste el dualismo de la dialéctica: «Hago, rehago y deshago mis conceptos a partir de un horizonte móvil, de un centro siempre descentrado, de una periferia siempre desplazada que los repite y diferencia» (p. 17).

### Introducción: Repetición y diferencia
En la introducción, explica el término «repetición», contrastándolo con el de «generalidad» en tres momentos: una oposición desde la conducta, otra desde la ley y otra desde el concepto.
La generalidad refiere a conexiones entre eventos mediante ciclos, igualdades y leyes. La mayoría de fenómenos que pueden ser descritos directamente por la ciencia son generalidades. Eventos aparentemente aislados ocurrirán del mismo modo una y otra vez porque los gobiernan las mismas leyes. La ciencia se ocupa principalmente de las generalidades porque busca predecir la realidad haciendo uso de la reducción y la equivalencia.
La repetición describe solo una serie única de cosas o eventos. «Repetir es comportarse, pero con respecto a algo único o singular, que no tiene algo semejante o equivalente». Para Deleuze la repetición es un valor común entre Kierkegaard, Nietzsche y Péguy. Está asociada al milagro en tanto opuesta y superior a la ley. «Expresa al mismo tiempo una singularidad contra lo general, una universalidad contra lo particular, un elemento notable contra lo ordinario, una instantaneidad contra la variación, una eternidad contra la permanencia. Desde todo punto de vista, la repetición es la transgresión. Pone la ley en tela de juicio, denuncia su carácter nominal o general, en favor de una realidad más profunda y más artista» (p. 23). El humor y la ironía aparecen relacionados con la repetición, pues se apartan de las leyes al mismo tiempo que las enuncian.
Deleuze define la repetición como «la diferencia sin concepto» (p. 53) y distingue dos tipos interdependientes según su posición respecto al concepto, exterior o interior. La repetición dependerá de la diferencia más que en lo que se le opone.

### Capítulo 4: Síntesis ideal de la diferencia
Comúnmente, la diferencia se considera como una relación empírica entre dos términos, cada uno con una identidad anterior propia (x es diferente de y). Deleuze invierte esto anteponiendo la relación entre diferenciales (dx en lugar de no-x) de donde se desprende la identidad. La diferencia deja de ser una relación empírica y se convierte en un principio trascendental que constituye la razón suficiente de la diversidad empírica. Acá, lo diferente se relaciona con lo diferente a través de la diferencia misma y sin la mediación de una identidad.

### Conclusión: Diferencia y repetición
El texto suma aspectos singulares en la filosofía, en las humanidades y en el arte.

## Recepción
En 1986, el autor de teatro argentino Elio Gallipoli escribe la obra de teatro Repetición y diferencia, estrenada en 1987, con dirección de Federico Herrero, en Teatro Escuela Central de Argentina.